# クマール・パラーナ
クマール・パラーナ（Kumar Pallana、1918年12月23日 - 2013年10月10日）は、インド生まれの俳優、ヴォードヴィリアンである。

## 来歴
インド出身の俳優、ヴォードヴィリアンとして活動するパラーナは、1918年に生まれる。もともとはテキサス州ダラスにおいてコーヒーショップを経営していたが、その店の常連だったルーク・ウィルソンと映画監督のウェス・アンダーソンにより、アンダーソンの劇用長編デビュー作『アンソニーのハッピー・モーテル』でほんの少しながら登場して役者デビューを飾った。それ以降、アンダーソン作品の常連俳優として度々登場し、性格俳優として認知され始める。その後、アンダーソン作品以外の作品にも登場するようになり、ダニー・デヴィートが監督した『おまけつき新婚生活』やジョン・タトゥーロ監督の『ロマンス&シガレッツ』へも出演。2004年には、スティーヴン・スピルバーグからお声がかかり、トム・ハンクス主演のコメディ映画『ターミナル』で空港の清掃作業員を演じた。同作品においては、ぶっきらぼうながらも心優しい老作業員を演じている。ヴォードヴィリアンとしても活動しており、『ミッキーマウス・クラブ』では、皿回しやジャグリングのパフォーマーとしても登場している。息子のディパック・パラーナもウェス・アンダーソン作品の常連としていくつかのアンダーソン作品に登場した。2010年には、母国インドのロマンス映画『Anjaana Anjaani』に出演している。
2013年10月10日、カリフォルニアの自宅にて死去。94歳没。

## 出演作品

### 映画
- アンソニーのハッピー・モーテル Bottle Rocket (1996)
- 天才マックスの世界 Rushmore (1998)
- ザ・ロイヤル・テネンバウムズ The Royal Tenenbaums (2001)
- ボム・ザ・システム Bomb the System (2002)
- おまけつき新婚生活 Duplex (2003)
- ターミナル The Terminal (2004)
- ロマンス&シガレッツ Romance & Cigarettes (2005)
- レヴォリューション RevoLOUtion (2005)
- 素敵な人生のはじめ方 10 Items or Less (2006)
- ダージリン急行 The Darjeeling Limited (2007)
- Anjaana Anjaani (2010)
- Campus Radio (2011)
- アナザー・プラネット Another Earth (2011)

### テレビ番組
- Today's Special (2009)